# Dendrophoma poarum
Dendrophoma poarum är en svampart som beskrevs av Ellis & Dearn. 1897. Dendrophoma poarum ingår i släktet Dendrophoma, ordningen kolkärnsvampar, klassen Sordariomycetes, divisionen sporsäcksvampar och riket svampar.   Inga underarter finns listade i Catalogue of Life.